# Megaforce Records
Megaforce Records este o casă de discuri independentă americană fondată în 1982 de Jon Zazula și soția sa Marsha Zazula pentru a lansa primele lucrări ale formației Metallica și dedicată în primul rând genurilor hard rock și heavy metal. Are birouri în New York City (unde se află biroul corporativ) și Philadelphia. În prezent, casa de discuri este distribuită în Statele Unite de The Orchard și Sony Music la nivel internațional. În trecut a fost distribuită de Atlantic Records, în timp ce înregistrările trupei Anthrax din 1985 până în 1991 au fost comercializate de Island Records.